# Dasymys rwandae
Dasymys rwandae — вид гризунів родини Мишевих, ендемік Руанди. 

## Опис тварин
Це порівняно дрібний вид, генетично він найбільш близько нагадує D. alleni та D. medius з Танзанії. 

## Поширення
Цей вид знайдених в вулкані Вірунга в Руанді, по назві якої й називається.